# Madame Sousatzká
Madame Sousatzká je britské filmové drama režiséra Johna Schlesingera z roku 1988. Scénář napsala Ruth Prawer Jhabvala podle stejnojmenné knihy Bernice Rubensové z roku 1962, autorčina zřejmě nejznámějšího díla. V melodramatickém příběhu ztvárnila Shirley MacLaine roli stárnoucí despotické pianistky, Američanky ruského původu „Madam S.“, která v Londýně vyučuje výjimečně nadaného Maneka (Navin Chowdhry), 15letého britského syna indické rozvedené matky (Shabana Azmi).
Do amerických kin snímek uvedla společnost Universal premiérou v kině Baronet 14. října 1988.

## Postavy a obsazení
| Shirley MacLaine  | Madam Yuvline Sousatzká                                        |
| Navin Chowdhry    | Manek Sen                                                      |
| Peggy Ashcroftová | Lady Emily, postarší bytná Madam S.                            |
| Twiggy            | Jenny, modelka a aspirující popová zpěvačka, sousedka Madam S. |
| Shabana Azmi      | Sushila Sen, Manekova matka                                    |
| Leigh Lawson      | Ronnie Blum, přítel Jenny                                      |
| Geoffrey Bayldon  | pan Cordle, gay chiropraktik, soused Madam S.                  |
| Lee Montague      | Vincent Pick                                                   |
| Robert Rietty     | Leo Milev                                                      |
| Sam Howard        | Edward                                                         |
| Jeremy Sinden     | Woodford                                                       |

## Přístupnost
Zajímavostí je, že Britská rada pro klasifikaci filmů označila Madam Sousatzkou zkušebně jako první film v historii známkou přístupnosti od 12 let věku. Do té doby se používal pro omezení přístupnosti až 15letý limit. Prvním oficiálně označeným mainstreamovým filmem se pak stal americký Batman Tima Burtona. V USA byl zařazen do obdobné kategorie PG-13, která byla nově zavedena čtyři roky před vznikem filmu.

## Hudební spolupráce
Na natáčení spolupracovala řada hudebních expertů. Místo mladého Navina Chowdhryho hrál na klavír britský pianista Yonty Solomon. Doprovod při koncertě zajišťoval Londýnský symfonický orchestr, řízený Williamem Boughtonem.
Shirley MacLaine se na titulní roli pianistky připravovala pod vedením londýnské klavírní profesorky moldavského původu Caroly Grindeaové.

## Přijetí a ocenění
Deník The Independent psal o Madam Sousatzké jako o nejlepším filmu posledních dvou tvůrčích dekád Johna Schlesingera a sám režisér jej označil za jeden ze čtyř svých nejzamilovanějších filmů, spolu s Takovým milováním, Půlnočním kovbojem a Mizernou nedělí. Shirley MacLaine získala za svou roli v roce 1988 Zlatý glóbus za nejlepší ženský herecký výkon a Velkou zvláštní cenu poroty na festivalu v Benátkách.